# Lavotchkin La-190
O Lavochkin La-190, (conhecido também como Aeronave 190), foi um caça a jato soviético com asa em flecha, projetado e fabricado pela Lavotchkin a partir de 1950.

## Projeto e desenvolvimento
O La-190 era uma aeronave produzida inteira de metal, com trem de pouso triciclo e asa média com angulação de 55° a 1/4 da corda média aerodinâmica. O motor turbojato com pós-combustão Lyulka AL-5 (TR-3A), de fluxo axial, era colocado na parte traseira da fuselagem central com a entrada de ar na extremidade do nariz e a saída na fuselagem traseira. O acesso ao motor pelo pessoal de manutenção era pela remoção da capota traseira, logo após o bordo de fuga.
O trem de pouso era completamente acomodado dentro da fuselagem. Para aumentar o ângulo de incidência da aeronave, de 20-22°, para decolagem e pouso, as rodas do trem principal podiam ser diminuídos, como se ficassem "ajoelhados". 
A asa em flecha tinham flaps em 2/3 da envergadura e ailerons no 1/3 restante, com wing fences a 1/2 da envergadura. A cauda tinha um estabilizador vertical bem enflechado e um estabilizador horizontal em "delta", a 2/3 do comprimento do estabilizador vertical.
Um dos primeiros radares soviéticos de interceptação também foi instalado, chamado de Korshun (uma ave da região), com um um único radome sobre a entrada de ar do motor e uma tela para que o piloto pudesse manualmente acompanhar o alvo.

## História
O não-usual estilo do La-190, combinado com várias inovações, incluindo controles de voo motorizados e novos métodos de fabricação, desafiaram o escritório de Lavotchkin. Para auxiliar no modelo, muitos testes foram feitos para simular as peças das aeronaves e seus sistemas. Modelos aerodinâmicos também foram usados em túneis de vento, incluindo grandes modelos em larga escala como planadores. 
Apesar de todo o preparo, grandes problemas com o motor Lyulka causou vários apagamentos de motor em voo, um dos quais causou sérios danos devido a um pouso forçado.
Apesar do La-190 ter demonstrado um bom desempenho durante o curto período em que foi testado, o Ministério da Indústria de Aviação (em russo:  Ministerstvo Aviatsionnoy Promyshlennosti) cancelou o projeto.